# Lasiopogon glomerulatus
Lasiopogon glomerulatus là một loài thực vật có hoa trong họ Cúc. Loài này được (Harv.) Hilliard mô tả khoa học đầu tiên năm 1981.